# ديمتري كوزلوف (لاعب كرة قدم روسي)
ديمتري كوزلوف (بالروسية: Козлов, Дмитрий Анатольевич)‏ (22 أكتوبر 1984 في روسيا - ) هو لاعب كرة قدم روسي في مركز الهجوم. لعب مع زمبرو تشيسيناو وشاختيور سوليجورسك وشينيك ياروسلافل ونادي روتور فولغوغراد ونادي ساتورن رامنسكوي وميتوس نوفوتشركاسك ‏ وFC Lukhovitsy ‏ وAugšdaugavas NSS ‏ وFC Daugava ‏ وFC Akzhayik ‏ وDinaburg FC ‏ وأفانجارد كورسك وأولمبيا فولغوغراد ‏.

## وصلات خارجية
- ديمتري كوزلوف على موقع قاعدة بيانات كرة القدم.إي يو (الإنجليزية)
- ديمتري كوزلوف على موقع Soccerway.com (الإنجليزية)